# Slavorum apostoli
Slavorum apostoli, česky „Slovanští apoštolové“, je čtvrtá encyklika papeže Jana Pavla II. vydaná dne 2. června 1985. Pojednává o evangelizačním díle Cyrila a Metoděje, od jehož smrti tehdy uplynulo 1100 let.

## Obsah
I. Úvod 

II. Životopisné údaje

III. Hlasatelé evangelia

IV. Zasadili boží církev

V. Smysl církve pro všeobecnost

VI. Evangelium a kultura

VII. Význam a vyzařování křesťanského milénia ve slovanském světě

VIII. Závěr